# 鹿児島県道32号枕崎港線
鹿児島県道32号枕崎港線（かごしまけんどう32ごうまくらざきこうせん）は、鹿児島県枕崎市を通る県道（主要地方道）である。

## 概要
鹿児島県枕崎市汐見町の枕崎漁港と枕崎市折口町の国道226号を結ぶ、全長0.6 kmの路線である。
1954年（昭和29年）4月1日に認定された。

### 路線データ
- 起点：枕崎市汐見町（枕崎漁港）
- 終点：枕崎市折口町（中央交差点、国道226号交点）

## 歴史
- 1993年（平成5年）5月11日 - 建設省から、県道枕崎港線が枕崎港線として主要地方道に指定される[3]。

## 地理

### 通過する自治体
- 枕崎市

### 交差する道路
| 交差する道路                          | 交差する場所 | 交差する場所      |
| ------------------------------------- | ------------ | ----------------- |
| 国道226号 鹿児島県道266号枕崎停車場線 | 折口町       | 中央交差点 / 終点 |

### 沿線
- 枕崎漁港